# بابا حسن جنوبي
بابا حسن جنوبي (بالفارسية: باباحسن جنوبی) هي قرية تقع في قسم ليراوي الشمالي الريفي (مقاطعة ديلم) في إيران. يقدر عدد سكانها بـ 49 نسمة بحسب إحصاء 2016.